# Chionidi
Chionidi es un suborden de aves Charadriiformes que incluye a los alcaravanes, las palomas árticas y el chorlito de Magallanes.

## Familias
El suborden se compone de trece especies distribuidas en tres familias:
- Pluvianellidae (una especie, el chorlito de Magallanes (Pluvianellus socialis));
- Chionidae (dos especies de palomas árticas en un género);
- Burhinidae (diez especies de alcaravanes en dos géneros).